# Zhenina Trashlieva
Zhenina Trashlieva (en búlgaro: Женина Трашлиева; Burgas, 14 de abril de 1997) es una deportista búlgara que compite en gimnasia rítmica, en la modalidad de conjuntos.
Ganó tres medallas de oro en el Campeonato Mundial de Gimnasia Rítmica, en los años 2022 y 2023, y tres medallas en el Campeonato Europeo de Gimnasia Rítmica, en los años 2022 y 2023.

## Palmarés internacional
| Campeonato Mundial | Campeonato Mundial | Campeonato Mundial | Campeonato Mundial         |
| Año                | Lugar              | Medalla            | Prueba                     |
| ------------------ | ------------------ | ------------------ | -------------------------- |
| 2022               | Sofía (Bulgaria)   | Medalla de oro     | Concurso completo          |
| 2022               | Sofía (Bulgaria)   | Medalla de oro     | 3 con cinta + 2 con pelota |
| 2023               | Valencia (España)  | Medalla de oro     | Equipo                     |
| Campeonato Europeo |                    |                    |                            |
| Año                | Lugar              | Medalla            | Prueba                     |
| 2022               | Tel Aviv (Israel)  | Medalla de oro     | Equipo                     |
| 2023               | Bakú (Azerbaiyán)  | Medalla de oro     | Equipo                     |
| 2023               | Bakú (Azerbaiyán)  | Medalla de plata   | 5 con aro                  |